# Forest (Virginia)
Forest is een plaats (census-designated place) in de Amerikaanse staat Virginia, en valt bestuurlijk gezien onder Bedford County.

## Demografie
Bij de volkstelling in 2000 werd het aantal inwoners vastgesteld op 8006.

## Geografie
Volgens het United States Census Bureau beslaat de plaats een oppervlakte van
38,0 km², waarvan 37,8 km² land en 0,2 km² water. Forest ligt op ongeveer 256 m boven zeeniveau.

## Plaatsen in de nabije omgeving
De onderstaande figuur toont nabijgelegen plaatsen in een straal van 24 km rond Forest.